# Thomas Karacsony
Thomas Alois Karacsony (* 17. November 1976 in Oberwart) ist ein österreichischer Politiker der Freiheitlichen Partei Österreichs (FPÖ). Seit dem 6. Februar 2025 ist er Mitglied des österreichischen Bundesrates.

## Leben

### Ausbildung und Beruf
Thomas Karacsony absolvierte von 1991 bis 1995 die Landwirtschaftliche Fachschule Güssing und ist seitdem als Landwirt tätig.

### Politik
Karacsony wurde 2016 Ortsparteiobmann in Rechnitz und ist seit 2017 Mitglied des Gemeinderates, einige Jahre war er auch Teil des Gemeindevorstandes. Er wurde 2018 zum Obmann der Freiheitlichen Bauernschaft Burgenlands gewählt und ist seit 2020 Landesparteiobmann-Stellvertreter der FPÖ Burgenland.
Bei der Landtagswahl 2025 kandidierte an zweiter Stelle im Landtagswahlkreis 5, welcher den Bezirk Oberwart umfasst. Da er hierüber kein Mandat erringen konnte, wurde er vom Burgenländischen Landtag am 6. Februar 2025 in den Bundesrat entsandt.